# وین تنگ
وین تنگ (انگلیسی: Vienna Teng؛ زادهٔ ۳ اکتبر ۱۹۷۸) یک موسیقی‌دان اهل ایالات متحده آمریکا است. وی از سال ۲۰۰۳ میلادی تاکنون مشغول فعالیت بوده‌است.